# Silverarv
Silverarv (Cerastium tomentosum) är en växtart i familjen nejlikväxter. Den är en mattbildande flerårig ört med silvergrå hår på bladen och stjälkarna.
Silverarv odlas ofta i stenpartier och som kantväxt i rabatter.

## Galleri

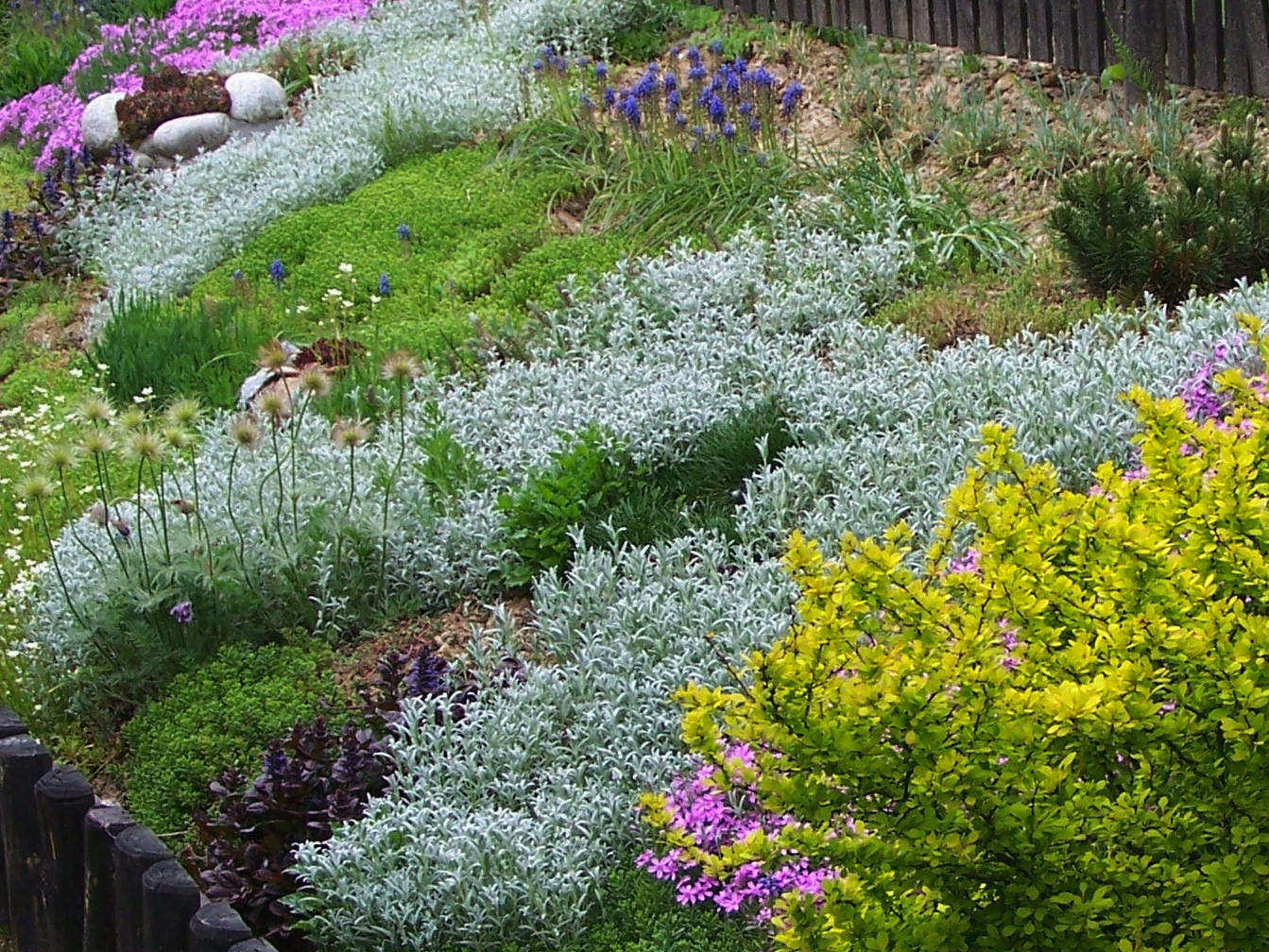
Silverarv trängs med andra växter i ett stenparti
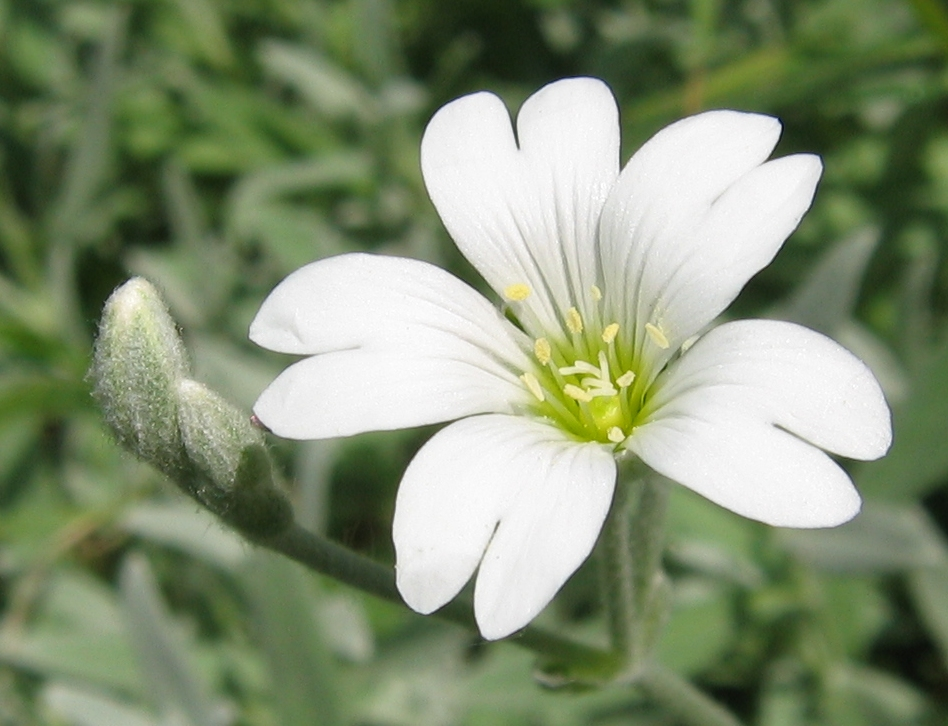
Blomma
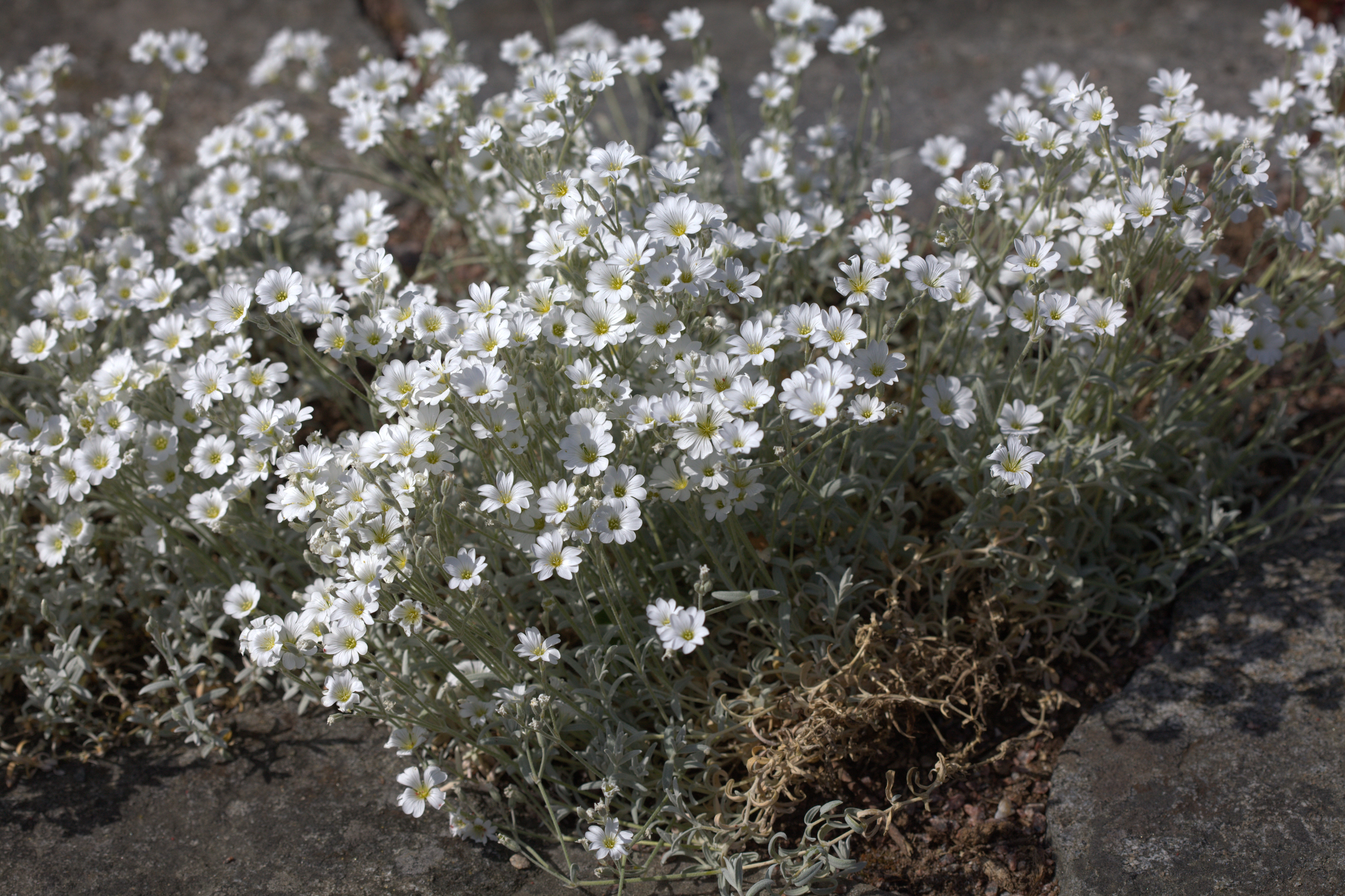
Varietén Silberteppich på Göteborgs botaniska trädgård.